# ヌーノ・カンポス
ヌーノ・ヴィエイラ・カンポス（Nuno Vieira Campos 、1993年6月13日 - ）は、ポルトガル・フンシャル出身のサッカー選手。GDシャヴェス所属。ポジションは、ディフェンダー（ライトバック）。